# Didymos Chalkenteros
Didymos Chalkenteros (Oudgrieks: Δίδυμος χαλκέντερος) (ca. 63 v.Chr. – 10 n.Chr.) was een hellenistisch taal- en letterkundige in het oude Alexandrië.

## Leven
Hij was de zoon van een koopman en werkte als geleerde in het Mouseion van Alexandrië, waar tekstkritische edities van de klassiekers tot stand werden gebracht. Didymos behoorde tot de school van Aristarchos en schreef een boek over diens uitgave van Homeros. In zijn commentaren behandelde hij allerlei aspecten van de besproken werken: tekstkritiek, interpretatie, uitleg van mythologische, geografische of historische termen, retorische en stilistische analyse. Andere boeken gingen over grammatica. Te midden van de burgeroorlogen schreef hij onverstoorbaar commentaren op Griekse literatuur en legde hij woordenlijsten aan. Op zeker ogenblik verhuisde hij naar Rome. Hij introduceerde er de alexandrijnse methodes en was bevriend met Varro Reatinus. 
Volgens Athenaios besloeg Didymos' oeuvre 3500 monografieën, terwijl Seneca het getal 4000 noemt (in een passage over onnuttige kennisverwerving). Omdat een dergelijke productie een ijzeren gestel vergde, kreeg Didymos de bijnaam 'Bronzen Pens' (χαλκέντερος). Als het ging om pedante en triviale geleerdheid was hij de favoriete schietschijf. Een andere bijnaam, 'Boekvergeter' (βιβλιολάθης), verwees naar die keer hij een stelling in een debat vals noemde, om dan tegengeworpen te krijgen dat hij haar had verdedigd in eigen werk. Hij schreef zes boeken met kritiek op Cicero, wat door Ammianus Marcellinus werd afgedaan als "een mopshond die keft naar een leeuw".
Didymos' zoon Apione erfde zijn onvermoeibaarheid. Hij werd door keizer Tiberius 'de Tamboerijn van de Wereld' genoemd.

## Werk
Van zijn immense werk zijn slechts fragmenten tot ons gekomen, in 1854 verzameld door Schmitt. Een papyrusvondst ca. 1904 leverde een deel van zijn commentaar op de Filippika van Demosthenes op.

## Uitgaven
- M. Schmidt, Didymi Chalcenteri grammatici Alexandrini fragmenta quae supersunt omnia, Teubner, 1854
- H. Diels, Didymi de Demosthene commenta, cum anonymi in Aristocrateam lexico, post editionem berolinensem recognoverunt H. Diels et W. Schubart, Leipzig, 1904
- L. Pearson, S. Stephens, Didymi in Demosthenem commenta, Teubner, 1983
- P. Harding, Didymos. On Demosthenes, Oxford, 2006

## Voetnoten
1. ↑  Irene Vallejo, Papyrus. Een geschiedenis van de wereld in boeken, 2021, p. 101
2. ↑  Brieven aan Lucilius, 88.37
3. ↑  Quintilianus, Institutio oratoria, 1.8.20
4. ↑  Plinius de Oudere, Historia naturalis, voorwoord, 25

- Bibsys: 95001083
- Biblioteca Nacional de España: XX1176979
- Bibliothèque nationale de France: cb13323968b (data)
- CiNii: DA01465418
- Gemeinsame Normdatei: 118678221
- International Standard Name Identifier: 0000 0004 3357 4609
- Library of Congress Control Number: n85196283
- Nationale Bibliotheek van Israël: 987007260465905171
- Nederlandse Thesaurus van Auteursnamen: 07170681X
- Réseau des bibliothèques de Suisse occidentale: 02-A000051428
- Istituto Centrale per il Catalogo Unico: BVEV027394
- LIBRIS: 184281
- Système universitaire de documentation: 035602686
- Virtual International Authority File: 169533220
- WorldCat: E39PBJpdKRxhmmMkVkTRhWFxjC